# Ліндсі Бернс
Ліндсі Бернс (англ. Lindsay Burns, 6 січня 1965) — американська академічна веслувальниця.
Срібна призерка Олімпійських Ігор 1996 року в складі парної двійки легкої ваги.
Чемпіонка світу 1987 року в складі розпашної четвірки без стернової легкої ваги, срібна призерка 1990, 1991 років у складі парної двійки легкої ваги, бронзова призерка 1994 року в складі парної двійки легкої ваги.